# فواز الخيبري
فواز صالح الخيبري مواليد 1 حزيران 1992، هو لاعب كرة قدم سعودي.

## مسيرة اللاعب
كانت بداياته مع نادي الأنصار ثم وقع مع الاتحاد السعودي كحارس مرمى في عام 2009 وقد لعب للمنتخب السعودي تحت 22 عاماً واستغنى عنه الاتحاد ووقع مع نادي الحزم في عام 2016 و بعدها لعب مع اندية المجد والغزوة و الرياض و الذهب و الدرع والتهامي.

## الحياة الشخصية
فواز هو شقيق اللاعب فايز الخيبري.

## روابط خارجية
- فواز الخيبري على موقع قاعدة بيانات كرة القدم.إي يو (الإنجليزية)
- فواز الخيبري على موقع Soccerway.com (الإنجليزية)